# Ridder- og fortjenstordener, hæderstegn og medaljer
Dette er en liste over verdens ridder-, fortjenstordener, hæderstegn og medaljer og er forsynet med de forkortelser, som er gængse på dansk, fx i Kongelig Dansk Hof- og Statskalender, Kraks Blå Bog og i Danmarks Adels Aarbog.

## Liste
Listen er baseret på en opgørelse i Danmarks Adels Aarbog fra 1929 og er under fortsat udbygning. For Danmarks vedkommende er også enkelte private hæderstegn nævnt.
Af introduktionen til den oprindelige liste fremgår det, at "De ved de fleste Ridderordener anførte Tal betegner Ordensklasserne, * og mindre Tal særlige Afdelinger og Grader inden for disse. Hvor kun 3 Klasser er anførte, betegner 1. 2. 3. i Reglen Storkors, Kommandør, Ridder; hvor 5 Klasser er anførte, 1. 2. 3. 4. 5., Storkors, Storofficer (eller Storkomtur), Kommandør, Officer og Ridder. De særlige Kendemærker (Sværd, Egeløv, Krigsdekorationer o. l.), hvormed enkelte Ordener kan uddeles, angives ikke i Aarbogen."
Et land kan sagtens optræde flere gange, hvis det fx har skiftet styreform fra monarki til republik.
De ved de fleste ridderordener anførte tal betegner ordensklasserne, * og mindre tal særlige afdelinger og grader inden for disse. Hvor kun 3 klasser er anførte, betegner 1. 2. 3. i reglen Storkors, Kommandør, Ridder; hvor 5 klasser er anførte, 1. 2. 3. 4. 5., Storkors, Storofficer (eller Storkomtur), Kommandør, Officer og Ridder.
De særlige kendemærker (sværd, egeløv, krigsdekorationer o. l.), hvormed enkelte ordener kan uddeles, er ikke angivet.
Denne liste er ufuldstændig; hjælp gerne med at udfylde den.

## Albanien

### Kongeriget Albanien(1928-1939/1946)
- Alb.S. Skanderbergs Orden. 1.2.3.4.5.

### Folkerepublikken Albanien / Socialistiske Folkerepublik Albanien(1946/1976-1992)
- Folkets Helt (med Den Gyldne Stjerne).
- Det Socialistiske Arbejdes Helt (med Guldmedaljen Hammer og Segl).
- Frihedsorden. 1.2.3.
- Flagets Orden.
- Partisanstjernens Orden. 1.2.3.
- Den Røde Stjernes Orden.

### Republikken Albanien(1992-)
- Al.M.M.Me. Taknemmelighedsmedaljen
- Al.S.C.F.Me. Medalje for Særlige Civile Fortjenester

## Argentina

### Republikken Argentina
- Ar.F. Fortjenstorden (Al Merito). *1.1.2.3.4.5.
- Ar.S.M. San Martins Orden. *1.1.2.3.4.5.
- Ar.M. Mayo Orden. 1.2.3.4.5.

## Aserbajdsjan

### Republikken Aserbajdsjan
- Aserbajdsjans Nationalhelt.

## Bahrain

### Kongeriget Bahrain
- Bh.O.Bh. Bahrain Orden. 1.
- Bh.Re.O. Kong Hamad Genopstandelsesorden. 1.

## Belgien

### Kongeriget Belgien
- B.L. Leopolds Orden. 1.2.3.4.5.
- B.L.II. Leopold II’s Orden. 1.2.3.4.5.
- B.Kr. Kroneorden. 1.2.3.4.5.6(palmer).7(sølvmedalje).8(bronzemedalje).
- B.C.F. Civil Fortjenstorden. 1.2.3.4.5 (tidl. Civilfortjenstdekoration).
- B.Krgk. Krigskors
- B.Cr.C. Croix Civil. 1.2.
- B.Cr.M. Croix Militaire. 1.2. (tidl. B.M.K. Militær Kors. 1.2.2.¹2.²).
- B.D.M. Militærfortjenstdekoration (Décoration Militaire).
- B.M.K. Belgiske Kongehusmedalje. 1.2.3.
- B.M.V. Sejrsmedalje.
- B.M.V. Médaille de Yser.
- B.A.M. Kong Alberts Medalje.
- B.E.M. Dronning Elisabeths Medalje.
- B.Em. Erindringsmedalje for Krigen 1914-18.
- B.r.K.M. Belgiske Røde Kørs Medalje. 1.2.

### Belgisk Congo
- K.E.S. Étoile de Service.
- K.L. Løveorden (tidl. C.L. Løve Ordenen). 1.2.3.4.5.6(guldmedalje).7(sølvmedalje).8(bronzemedalje).
- Den Afrikanske Stjerneorden. 1.2.3.4.5.6(guldmedalje).7(sølvmedalje).8(bronzemedalje).

## Benin

### Republikken Benin
- Be.N.O. Benins Nationale Orden. 1.2.3.4.5.

## Bolivia

### Flernationale Stat Bolivia
- Bo.C.A. El Condor de los Andes Orden. 1.2.3.4.5.

## Brasilien

### Kejserdømmet Brasilien
- Br.R. Rose Orden (Rosaorden). 1*.1.2.3.4.5.6.
- Br.S.K. Sydkorsorden. 1*.1.2.3.4.5.

### Føderative Republik Brasilien
- Br.S.K. Sydkorsorden. *1.1.2.3.4.5.
- Br.R.B. Rio Branco Orden. 1.2.3.4.5.
- Br.M.C. Merito Consular Orden. 1.2.3.4.5.
- Br.M.N. Merito Naval Orden. 1.2.3.4.5.
- Br.C.K. Brasilianske Kultur Fortjenstorden. 1.2.3.4.5.
- Br.Sm.Fm. Sømilitære Fortjenstmedaljen
- Br.M.T. Medaljen "Mérito Tamandaré"

## Brunei

### Sultanatet Brunei(Brunei Darussalam)
- Bru.Krm. Sultanens kroningsmedalje 1970.

## Buchara

### Bukhara-khaganatet
- B.O.S. Orden af den opgående Sols Stjerne. 1.2.3.

## Bulgarien

### Kongeriget Bulgarien
- Bulg.A. Alexander Orden. 1.2.3.4.5.
- Bulg.M.F. Militær Fortjenstorden. 1.2.3.4.5.
- Bulg.F. Civil Fortjeneste Orden. 1.2¹.2².3.4.5.
- Bulg.E. Eleonore Orden.
- Bulg.r.K. Røde Kors Orden. 1.2.
- Bulg.K.M. Krigserindringsmedalje 1915-1918.

### Folkerepublikken Bulgarien
- Den Socialistiske Arbejdes Helt.
- Ordenen Georgi Dimitrov.
- Ordenen Folkerepublikken Bulgarien.
- Ordenen 9. September 1944. 1.2.3.
- Ordenen For Folkets Befrielse 1941-1944.
- Ordenen Arbejdets Røde Fane.
- Orenen Kyrillos og Methodios. 1.2.3.

### Republikken Bulgarien
- Bu.S.P. Stara Planina Orden. *1(m.skærf.).1.2.
- Bu.A. St. Aleksander Orden. 1.2.3.4.5.6.
- Bu.F.N. L'Ordre National. 1.2.3.4.5.
- Bu.C.F. Civil Fortjenstorden. 1.2.3.4.5.6.
- Bu.M.R. Madara Rytternes Orden. 1.2.
- Bu.R. Roseorden
- Bu.Jubm.1981. Medalje tilminde om Bulgariens 1300-års jubilæum i 1981
- Bu.Fmn.Æm.G. Forsvarsministeriets Æresmedalje "St. George" 1.2.
- Bu.Ht.D.g.L. Hæderstegn "De gyldne Laurbær"
- Bu.r.K. Røde Kørs. 1.2.

## Burkina Faso

### Republikken Burkina Faso(tidl.Republikken Øvre Volta)
- BF.O.N. L'Ordre National. 1.2.3.4.5.

## Canada

### Canada
- Can.M.A. Dekoratjon Mérite Agricole (tidl. Q.M.A. Quebeckse Mérite agricole). 1.2.3.
- Can.V.S.M. Frivillig Tjeneste Medalje.

## Chile

### Republikken Chile
- Ch.F. Fortjenstorden (Al Mérito). *1.1.2.3.4.5.
- Ch.F.B.O.H. Fortjenstorden Bernardo O'Higgins. 1.2.3.4.5.
- Ch.M.N. Ordenen Merito Naval. 1.2.3.

## Colombia

### Republikken Colombia
- Co.B. Boyaca Orden. 1*.1.2.3.4.5.
- Co.S.C. San Carlos Orden. 1*.1¹.1².2.3.4.5.

## Cuba

### Republikken Cuba
- Cu.C.M.C. Carlos Manuel de Céspedes Orden (tidl. Ku.C.M.C.). 1*.1.2.3.4.5.D.
- Cu.r.K. Æres- og Fortjenstordenen af den røde kors.

## Dominikana

### Dominikanske Republik
- Dom.J.P.D. Juan Pablo Duartes Fortjenstorden. 1.2.3.4.5.
- Dom.C.C. Cristobal Colón Orden. 1.2.3.4.5.

## Ecuador

### Republikken Ecuador
- Ec.F. Fortjenstorden. 1.2.3.4.5.

## Egypten (Ægypten)

### Kongeriget Egypten(1922-1953)
- Æ.N. Ægyptisk Nil Orden. 1.2.3.4.5.M1.M2.
- Æ.I. Ægyptisk Ismail-Orden. 1.2.3.4.
- Æ.A.K. Ægyptisk Al-Kamal Orden (dameorden). *1.1.2.3.
- Æ.E.M. El-Maaref (for videnskab). 1.2.
- Æ.I.H. Orden for Industri og Handel. 1.2.
- Æ.M.P.. Medalje for Pligttroskab. 1.2.3.

### Forenede Arabiske Republik(1958-1961/1971)
- FAR.A.K. Al-Kamal Orden (dameorden). 1.2.3.
- FAR.R.O. Forenede Arabiske Republiks Orden. 1.2.3.4.5.
- FAR.F. Fortjenstorden. 1.2.3.4.5.

### Arabiske Republik Egypten(1971-)
- Æ.R. Den Egyptiske Republiks Orden. 1.2.3.4.5.
- Æ.F. Fortjenstorden. 1.2.3.4.5.
- Æ.A. Aagerburg Orden. 1.2.
- Æ.F.M. Fortjenstmedalje. 1.2.

## El Salvador

### Republikken El Salvador
- Sal.J.M.D. Ordenen José Matias Delgado. 1*.1.2.3.4.

## Elfenbenskysten

### Republikken Elfenbenskysten
- Elf.N.O. National Orden.

## Estland

### Republikken Estland
- E.Fr.K. Frihedskors. 1.2.3 (hver klasse delt i 3 grader).
- Est.Sv. Statsvåbens Orden. 1*.1.2.3.4.5.
- Est.H.Stj. Hvide Stjernes Orden (tidl. E.H.S.). 1*.1.2.3.4.5.6a.6b.6c.
- Est.T.M. Terra Marina Orden. 1*.1.2.3.4.5.
- Est.Ø.K. Ørnekors Orden (tidl. E.Ø.K.). 1.2.3.4.5.6a.6b.6c.
- E.r.K. Røde Kors Orden (1920). 1¹.1².2¹.2².3.
- E.r.K. Røde Kors Orden (1938). 1.2.3.4.5.6a.6b.6c.
- E.Fr.M. Erindringsmedalje for den estiske Frihedskrig 1918-20.
- Est.Fl.Fk. Estiske Flådes Fortjenstkors "Tro og Vilje". 1.2.3.
- Est.Fly.Fk. Estiske Flyvevåbens Fortjenstkors.
- Est.F.Fm. Estiske Fredsoperationers Fortjenstmedalje.
- Est.F.O.C.Ft. Estiske Fredsoperationscenters Fortjensttegn.
- Est.Fmn.Fk. Estiske Forsvarsministerium Fortjenstkors. 1.2.3.
- Est.Fsv.Fk. Estiske Forsvars Fortjenstkors.
- Est.Fsv.Fm Estiske Forsvars Fortjenstmedalje.
- Est.Fv.F. Estiske Fængselsvæsens Fortjenstorden.
- Est.K.H.K. Kaiseliit's Hvide Kors (tidl. E.H.K. Hjemmeværns hvide Kors). 1.2.3.
- Est.Hjv.Fm.særl.kl. Hjemmeværns Fortjenstmedalje særlig klasse.

## Etiopien

### Kejserriget Etiopien/ Abessinien (1137-1975)
- Ab.S.O. Abessinske Salomons Orden.
- Æ.S.S. Salomon Segls Orden. 1*.1.2.3.4.5.
- Æ.Stj. Etiopiens Stjerneorden. 1.2.3.4.5.
- Æ.Dr.S. Dronningen af Sabas Orden. 1*.1.2.3.4.5.
- Æ.T. Treenighedsorden. 1.2.3.4.5.
- Æ.M.II. Menelik den II.s Orden. 1.2.3.4.5.
- Æ.M. Medalje. 1.2.

## Filippinerne

### Republikken Filippinerne
- Ph.S. Sikatuna Orden. 1*.1.2.3.4.

## Finland

### Republikken Finland
- Fi.Frk. Frihedskors (Frihedskorsets Orden). 1**.1*.1.2.3.4 (tidl. Fi.F.K.)
- Fi.Frk.Mk. Frihedskorsets Mannerheimskors. 1.2.
- Fi.H.R. Hvide Roses Orden. 1*.1.2¹.2².3¹.3².T (tegn).
- Fi.L. Finlands Løves Orden. 1.2¹.2².3¹.3².Fk.
- Fi.H.L. Det Hellige Lams Orden. 1.2¹.2².3¹.3².
- Fi.Frm. Frihedsmedalje. 1*.1.2.
- Fi.H.R.M. Hvide Roses Medalje. 1*.1.2.
- Fi.T.M. Tapperhedsmedalje.
- Fi.Krg.Mk.1939-45. Mindekors for krigene 1939-40 og 1941-45.
- Fi.Mm.1939-40. Mindemedalje om Krigen 1939-40.
- Fi.Mm.1941-45. Mindemedalje om Krigen 1941-45.
- Fi.B.H.Pro Begnitate Humana.
- Fi.M.Fm. Finske Militærfortjenstmedalje.
- Fi.I.Fk. Idræts Fortjenstkors. 1*.1.2.
- Fi.I.Fm. Idræts Fortjensmedalje. 1*.1.2.
- Fi.P.Fk. Politiets Fortjenstkors.
- Fi.Fv.Fk. Finske Fængselsvæsens Fortjenstkors.
- Fi.Sk.Fk. Skyddskårernas Fortjenstkors (tid. Fi.S.F.).
- Fi.Olymp.Fk. Olympisk Fortjenstkors. 1.2.
- Fi.p.Fm. Pro Finladia-Medalje.
- Fi.L.F.G.Fm. Finske Landforsvarsgilders Fortjenstmedalje.
- Fi.Of.Fm. Finske Officersorganizations Fortjenstmedalje. 1.2.
- Fi.ROf.Ft. Reserveofficersforbundets Fortjensttegn i Guld.
- Fi.IOF.Fm. Ingeniørforbundets Fortjensmedalje.
- Fi.r.K. Røde Kørs. 1.2.3.

## Frankrig

### Republikken Frankrig og dens kolonier
Aktuelle
- F.Æ.L. Æreslegionens Orden. 1.2.3.4.5. (Légion d'honneur)
- Befrielsesordenen (Ordre de la Libération)
- F.M.M. Militær Medalje
- F.N.F Nationale Fortjenstorden. 1.2.3.4.5. (Ordre National du Mérite)
- F.Krgk. Krigskors (tidl. F.K.K.).
- Croix de la Valeur militaire
- Médaille de la Gendarmerie nationale
- Médaille de la Résistance française
- F.O.A. Officier d'Académie (tidl. F.off.d'acad.).
- F.P.A. Ordenen Palmes Académiques. 1.2.3.
- F.M.A. Ordenen Mérite Agricole. 1.2.3.
- F.M.Ma. Ordenen Mérite maritime. 1.2.3.
- F.A L. Ordenen "des Arts et des Lettres". 1.2.3.
- Médaille des évadés
- Croix du combattant volontaire
- Médaille de l'Aéronautique
- Croix du combattant
- F.M.R. Médaille de la Reconnaissance Française. 1.2.3.
- Médaille d’Outre-Mer
- Médaille de la Défense nationale
- F.M.S.M.V. Médaille des Services Militaires Volontaires
- ministeriale hæderstegn
- F.M.C.A. Médaille Commemorative d'Algérie (tidl. Médaille coloniale d'Afrique)
- Médaille de Reconnaissance de la Nation

Historiske
- F.S.Stj. Sorte Stjerner Orden. 1.2.3.4.5. (tidl. F.B. Benin-Orden l'étoile noire)
- F.A.D. Annam Drageorden. 1.2.3.4.5.
- F.Cb. Cambodge Orden. 1.2.3.4.5.
- Anjouan's Stjerne Orden. 1.2.3.4.5
- Nichan-el-Anouar Orden. 1.2.3.4.5
- Ordenen Mérite Saharien. 1.2.3.
- Ordenen Mérite Civil. 1.2.3.
- Ordenen Mérite Artisanal. 1.2.3.
- Ordenen Mérite Combattant. 1.2.3.
- Ordenen Mérite Sportif. 1.2.3.
- Ordenen Mérite du Travail. 1.2.3.
- F.O.I.P. Officier de l'instruction publique. (tidl. F.off.de.l'instr.publ.)
- F.E.N. Ordenen Economie Nationale. 1.2.3.
- F.M.C&I Ordenen Mérite Commercial et Industriel. 1.2.3.
- F.M.Mi. Ordenen Mérite Militaire. 1.2.3.
- F.M.P. Ordenen Mérite Postal. 1.2.3.
- F.M.Soc. Ordenen Mérite Social. 1.2.3.
- F.M.T. Ordenen Mérite Turistique. 1.2.3.
- F.S.P. Ordenen Santé Publique. 1.2.3.
- F.Fm. Franske Stats Fortjenstmedalje. 1.2.3.
- F.E.M. Erindringsmedalje.
- F.K.M. Kina Medalje.
- F.T.M. Tonkin Medalje.
- F.Krg.Mm. Mindemedalje for krigen 1939-1945.
- F.M.E. Medalje d'honneur des épidémies (guld, sølv, bronze). 1.2.3.
- F.M.E.P. Medalje de l'Education Physique (guld, sølv, bronze). 1.2.3.
- F.M.S. Médaille Sauvetage/Redningsmedalje (guld, sølv, bronze). 1.2.3.
- F.Æm. Æresmedalje (guld, sølv, bronze). 1.2.3. (tidl. F.Æ.M.)
- F.Æm.S.-P Æresmedalje for brandmænd. (tidl. F.Æ.M.S.-P)
- F.r.K. Røde Kors Medalje. 1.2.3.

## Georgien

### Georgien
- Ge.Fmn.M.K.C. Forsvarsministeriets medalje "Kakutsa Cholokashvili"
- Ge.Fmn.M.G.M. Forsvarsministeriets medalje "General Mazniashvili"
- Ge.Fmn.M.G.K. Forsvarsministeriets medalje "General Kvinitadze"

## Grækenland

### Kongeriget Grækenland(1832-1973)
- Gr.Fr. Frelserens Orden. 1.2.3.4.5.
- Gr.G.&C. St. Georgs og St. Constantins Orden. 1*.1.2.3.4.5.
- Gr.O.&S. St. Olgas og St. Sophias Orden. 1.2.3.4.
- Gr.G.I.. Georg den I.s Orden. 1.2.3.4.5.
- Gr.Ph. Phønix Ordenen. 1.2.3.4.5.
- Gr.g.G. Orden for Gode Gerninger. 1.2.3.4.5.
- Gr.Krgk. Krigskors 1940. 1.2.3.
- Gr.K.M. Krigsmedalje.
- Gr.Fr. Den Græske Kongehus' 100-Års Mindetegn.
- Gr.E.M. Erindringsmedalje om græsk-bulgarsk Krig 1912-13

### Republikken Grækenland(1973-)
- Gr.Fr. Frelserens Orden. 1.2.3.4.5.
- Gr.Æ. Æresorden. 1.2.3.4.5.
- Gr.Ph. Phønix Ordenen. 1.2.3.4.5.
- Gr.g.G. Orden for Gode Gerninger. 1.2.3.4.5.
- Gr.Krgk. Krigskors 1940. 1.2.3.
- Gr.r.K. Røde Kørs Medalje. 1.2.
- Gr.r.K.Fk. Røde Kørs Fortjenstkors. 1.2.
- Gr.r.K.Ht. Røde Kørs Hæderstegn. 1.
- Gr.r.K.Mm. Røde Kørs Mindemedalje 1946-50.

## Guatemala

### Republikken Guatemala
- Gu.Qu. Quetzal Ordenen. 1.2.3.4.5.

## Haiti

### Republikken Haiti
- H.H.M. Honneur et Mérite. 1.2.3.4.5.

## Hawai‘i

### Kongeriget Hawai‘i(1795-1893)
- H.K. Kamehamea Orden. 1.2.3.
- H.Kal. Kalakaua Orden. 1.2.3.4.
- H.Kap. Kapiolani Orden. 1.2.3.4.5.

## Hviderusland

### Republikken Hviderusland
- Hvideruslands Helt

## Indonesien

### Republikken Indonesien
- In.B.J.U. Orden "Bintang Jasa Utana".

## Irak

### Kongeriget Irak(1932-1958)
- Ik.A.R. De to Floders Orden (Al Rafidain). 1.2.3.4.5.
- Ik.F.II.Krm. Kong Faisal II's Kroningsmedalje.

## Iran

### Kongeriget Iran(Persien, Persiske Rige)
- Ir.P. Pahlavi Orden.
- Ir.H.P. Haft Paykar Orsen (dameorden). 1.2.3.
- Ir.S.&L. Sol- og Løveorden (tidl. P.S.&L.). 1.2.3.4.5.
- Ir.H. Homayoun-Orden. 1.2.3.4.5.6a.6b.6c.
- Ir.T. Tadj-Ordenen (Kroneorden). 1.2.3.4.5.

## Island

### Kongeriget Island
- I.F. Den Islandske Falkeorden. 1. 2. 3. (Islandsk Ridderorden)

### Republikken Island
- Is.F. Den Islandske Falkeorden. 1*.1.2¹.2².3.4.
- Islands Redningsmedalje.
- Is.P.Hm. Island Præsidents Hædersmedalje.
- Is.Sk.Em. Skálholt Erindringsmedalje 1963.
- Is.CRU.M. Crisis Response Unit Medalje.
- Is.r.K.Ht. Røde Kørs' Hæderstegn.

## Israel

### Israel
- Irs.Frt. Det israelske frihedstegn til minde om 1948.

## Italien

### Italienske stater (1814-1861)

#### Kongeriget Begge Sicilier(1816–1861)
- B-S.C.St.G. Den hellige Constantins militære Skt. Georgs Orden.

#### Kongeriget Lombardiet-Venetien(1815-1859/1866)
- Ø.J.Kr. Jernkrone Orden. 1.2.3. (personalunion med Østrig)

#### Kongeriget Sardinien(1720/1814-1861)
- I.A. Annunciata Orden.
- I.M&L. St. Mauritius og St. Lazarus Orden. 1.2.3.4.5.

#### Storhertugdømmet Toscana(1569-1801/1815-1859)
- St. Stephans Orden.
- St. Josephs Orden.

#### Hertugdømmet Lucca(1815-1847)
- St. Ludwigs Orden.
- St. Georgs Orden.

#### Hertugdømmet Modena(1452/1814-1859)
- Ordenen "Ørnen af Este".

#### Hertugdømmet Parma(1545/1814-1859)
- Den hellige Constantins Orden.
- St. Ludwigs Fortjenstorden.

#### Kirkestaten(752/1815–1870)
under afsnit: Vatikanstaten

### Kongeriget Italien(1861–1946)
- It.A. Annunciata Orden.
- It.M.&L. St. Mauritius og St. Lazarus Orden (tidl. I.M&L.). 1.2.3.4.5.
- It.Kr. Kroneorden (tidl. I.Kr.). 1.2.3.4.5.
- I.M.C. Felttogsmedalje 1915-18.
- I.K.K. Krigskors.
- I.M.F. Militær fortjenstmedalje.
- I.J.E.M. Erindringsmedalje i anledning af jordskælvet i Syditalien 1908.
- I.J.M.1915. Erindringsmedalje om jordskælvet 1915.

### Republikken Italien(1946-)
- It.Ek.M.F.O Erindringskorset for militære fredsoperationer
- It.F. Fortjenstorden. 1*.1.2.3.4.5.
- It.S.I. Stella della Solidarietà Italiana. 1.2.3.
- It.M.R. Al merito rurale. 1.2.3.
- It.Ku.Fm. Medalje for kulturelle Fortjenester. 1.2.3.
- It.Em.66. Præsidentens erindringsmedalje 1966. 1.2.3.
- It.r.K. Røde Kors (tidl. I.r.). 1.2.3.

## Japan

### Kejserriget Japan
- J.Krys*. Krysantemum Orden med kæde.
- J.Krys. Krysantemum Orden.
- J.O.S. Den Opgående Sols Orden (Kjokujitsusho). 1.2.3.4.5.6.7.8
- J.H.S. Den Hellige Skats Orden (Zui ho sho). 1.2.3.4.5.6.7.8.
- J.k.Kr. Den Kostbare Krones Orden (dameorden). 1.2.3.4.5.6.7.8.
- J.r.K. Røde Kors.
- J.r.K.Fk. Røde Kors Fortjenstkors.
- J.r.K. Røde Kors' Medalje. 1.2.3.4.

## Jordan

### Det hasjimitiske kongerige Jordan
- Jo.Hu. Den jordanske Al-Hussein bin Ali Orden.
- Jo.Is. Den jordanske Al-Istihkak Al-Askari Orden.
- Jo.Re. Den jordanske Renaissance Orden. 1*.1.2.3.4.5.
- Jo.Stj. Jordans Stjernes Orden. 1.2.3.4.5.
- Jo.U. Uafhængighedsorden.
- Jo.M.Fm. Jordanske Militærets Fortjenstmedalje.
- Jo.r.Hm.Mt. Jordanske Røde Halvmånes mindetegn.

## Jugoslavien

### Kongeriget Jugoslavien(1918-1941/1945)
- Ju.H.Ø. Hvide Ørns Orden. 1.2.3.4.5.
- Ju.Kr. Kroneorden. 1.2.3.4.5.
- Ju.St.S. St. Sawa Orden. 1.2.3.4.5.
- Ju.T. Takowo Ordenen. 1.2.3.4.5.
- Ju.M.M. Medalje for Militære Dyder.
- Ju.r.K. Røde Kørs' Hæderstegn.

### Socialistiske Føderale Republik Jugoslavien(1945-1992)
- Ju.st.Stj. Den Store Stjernes Orden.
- Ju.Stj. Den jugoslaviske Stjernes Orden.1.2.3.
- Ju.Fr. Frihedsordenen.
- Ju.FH. Folkehelteordenen.
- Ju.Z. Det jugoslaviske Flags Orden (Zastave Orden). 1.2.3.4.5.
- Ju.Tj.F.M. Ordenen for Tjenester mod Folket. 1.2.3.
- Ju.B.E. Broderskabs- og Enighedsorden. 1.2.3.
- Ju.Fh. Folkehærs-orden. 1.2.3.4.
- Ju.M.F. Militære Fortjenstorden. 1.2.3.
- Ju.M.Fm. Militære Fortjenstmedalje.
- Ju.Tjm. Den jugoslaviske Tjenestemedalje.

## Kina

### Kejserriget Kina(1644-1911)
- Kin.St. Ordenen af den kejserlige Stjerne. 1.2.3.4.
- Chin.D.D. Dobbelte Drageorden. 1¹.1².1³.2¹.2².2.3¹.3².3³.4.5.
- Chin.G.H. Gyldne Høst. 1.2¹.2².3.4.5.6.7.8.9.
- Chin.F. Fortjenstorden (Tzu-Hui). 1. afd. (Pao Kuang) A. 1.¹1.²1.³1.41.52¹.2.3.4.5.2. afd. (i guld) B. 1.2.3.4.5. 3. afd. (I sølv) C. 1.2.3.4.5.
- Chin.W.H. Tiger (Wen-Hu) Orden. 1.2.3.4.5.6.7.8.9.
- Chin.Y.H. Yun Hwei Orden (militær Fortjenstorden). 1.2.3.4.5.6.7.8.9.

### Republikken Kina/ Taiwan (1912/1949-)
- Chin.Ch.Y. Chay-Yü (den skinnende jade).
- Chin.Chung. Chungshan-Ordenen.
- Chin.G.S. De Gunstige Skyers Orden.1.2.3.4.5.
- Chin.Ch.Hs. Ching-Hsing Orden (den strålende stjerne). 1.2.3.4.5.
- Chin.S.D. Sejrsdekoration.
- Chin.S.M. Sejrsmedalje.

## Kirgizistan

### Kirgisiske Republik
- Ki.Na.Jm. Nationale Gardes Jubilæumsmedalje.

## Korea

### Republikken Sydkorea
- K.F.D. Orden for Fortjeneste i Diplomatiet. 1¹.1².2.3.4.5:

- Grand Gwangwa Medal,
- Gwangwa Medal,
- Heung-In Medal,
- Sungrye Medal,
- Chang-Eui Medal,
- Sugjeong Medal.

- K.C.F. Civile Fortjenstorden. 1.2.3.4.5.
- K.N.M. Nationale Medalje.
- K.P.M. Præsidentens Medalje.
- K.W.S.M. Korea War Service Medal.

## Kroatien

### Republikken Kroatien
- Kr.D.T.R.Stj. Duke Trpimir with ribbon and Star Orden.
- Kr.Q.J.S.Stj. Queen Jelena with Sash and Star.

## Kuwait

### Staten Kuwait
- Kuw.L.M. Kuwait Liberation Medal.

## Laos

### Den Demokratiske Folkerepublik Laos
- La.A.M. Arbejdsmedalje. 1.2.3.

## Letland

### Republikken Letland
- Lāčplēsisordenen. 1.2.3.
- Le.Stj. De tre Stjerners Orden. 1*.1.2.3.4.5.
- Viestursordenen. 1.2.3.4.5.
- Le.C.R. Cross of Recognition (Anerkendelseskorset). 1.2.3.4.5.
- Le.An.Ht. Det lettiske forsvarsministerium Anerkendelsens Hæderstegn.
- Le.F.Ft. Lettiske Forsvars Fortjenstmedalje.
- Le.Hjv.Ht.F.I. Hjemmeværnets hæderstegn for fortjenstfuld indsats for folket og Letland. 1.2.3.
- Le.Hjv.Ft. Lettiske Hjemmeværns Fortjensttegn.
- Le.N.B.S. Nacionalo Brunoto Speku. 1.2.3.
- Le.NATO.M. Den lettiske NATO Medalje.
- Le.S.L.d.NATO. Sekmejot Latvijas dalibu NATO.
- Le.V.S.Em.I.O. Væbnede Styrkers Erindringsmedalje for deltagelse i International Operation

## Liberia

### Republikken Liberia
- Lba.A.B. Den Afrikanske Befrielsesorden (tidl. L.A.R. Orden The Afrikan Redemption). 1.2.3.
- Lba.A.Stj. Afrikas Stjernes Orden. 1.2.3.4.
- Lba.P. Pioner Orden. 1.2.3.4.5.

## Libanon

### Republikken Libanon
- Lbn.C. Cederorden. 1.2.3.4.5.

## Lichtenstein

### Fyrstedømmet Lichtenstein
- Den Fyrstelige Fortjenstorden. 1.2.3.4.5.

## Litauen

### Republikken Litauen
- Li.G. Storfyrst Gedyminas' Orden. 1.2.3.4.5.
- Li.Vau. Den litauiske Vytautas den Store Orden. 1.2.3.4.5.
- Li.F.O. Den litauiske Fortjenst Orden. 1.2.3.4.5.
- Li.Em.13.jan. Den litauiske Erindringsmedalje af 13. januar.
- Li.AF.M. Armed Forces medal of Distinction.
- Li.V.S.Fm. Litauiske Væbnede Styrkers Fortjenstmedalje.
- Li.F.Fm. Den litauiske Forsvars Fortjenstmedalje.
- Li.Hjv.Ft. Den litauiske hjemmeværns Fortjensttegn.
- Li.Im.Fk. Den litauiske Indenrigsministeriums fortjenstkors (Artimui Pagalbon).

## Luxembourg

### Storhertugdømmet Luxembourg
- Lu.N.g.L. Det Nassauske Hus' Gyldne Løves Orden (Den Nassauske Husorden af den Gyldne Løve).
- Lu.E. Egekroneorden (tidl. L.E.Kr.). 1.2.3.4.5.Fm.1.Fm.2.Fm.3.
- Lu.F.O. Fortjenstorden. 1.2.3.4.5.M.
- Lu.N.A. Adolph af Nassaus Civile og Militære Fortjenstorden. 1.2.3.4.5.
- Lu.N.A.Fm. Adolph af Nassaus fortjenstmedalje. 1.2.3.
- Lu.Br.M. Medalje til minde om Prins Jean og Princesse Josephine bryllup 1953.
- Lu.M.Br.1981. Medalje til minde om arvestorhertungets og arvestorhertungindes bryllup i 1981.
- Krigskors 1940-1945.
- Krigskors.

## Malta

### Republikken Malta
- Mal.G.K.F.A.M. Medalje i anledning af The Malta George Cross' 50-års dag.

## Malteserordenen

### Suveræne Militære Malteserorden(Johanniterordenen)
- Malt.

## Marokko

### Marokko
- Mar.O.A. Ouissam Alouite Orden. 1.2.3.4.5.M.1.M.2.

## Mexico

### Republikken Mexico
- Mex.G. Vor kære Frue af Guadalupes Orden (tidl. M.G. Guadelupe Orden). 1.2.3.4.5.
- Mex.A.A. Aztekiske Ørns Orden (Aguila Azteca). 1.2.3.4.5.6.

## Monaco

### Fyrstendømmet Monaco
- Mon.H.C. Den Hellige Carls Orden (tidl. M.C. Skt. Carls Orden). 1.2.3.4.5.
- Mon.Kr. Kroneordenen. 1.2.3.4.5.
- Mon.G. Grimaldi Orden. 1.2.3.4.5.
- Mon.Ku.F. Ordenen for kulturelle fortjenester (Mérite Culturel). 1.2.3.
- Mon.Æm. Æresmedalje. 1.2.3.
- Mon.s.F. Agraf for særlige fortjenester. 1.2.3.4.
- Mon.M.f.F.A. Medaljen for fortjenstfyld arbejde. 1.2.
- Mon.F.Sp. Medaljen for fysisk og sport. 1.2.3.
- Mon.r.K.M. Røde Kørs Medalje. 1.2.3.

## Mongoliet

### Mongoliet(1990-)
- Mong.Nay. Venskabsmedaljen Nayramdal.

## Montenegro

### Kongeriget Montenegro
- M.Dan.I. Danilo I.'s Orden. 1.2¹.2².3¹.3.
- M.Dan.1. Uafhængighedsorden (forhen: M.U. Danilo I Kors). 1.2.3.4.5.

## Nederlandene (Holland)

### Kongeriget Nederlandene
- Militære Wilhelms Orden. 1.2.3.4.
- Ne.L. Civil Fortjenstorden af den nederlandske Løve (tidl. N.L. Løveorden). 1.2.3.
- Ne.O.N. Oranie-Nassau Orden (tidl. N.O.N.). 1.2.3.4.5.
- Ne.Kr. Kroneorden. 1.2.3.4.5.M.1.M.2.M.3.
- Ne.O.H. Oranie Husorden (tidl. N.O.H.). 1.2.3.4.5.6.7.D.
- Ne.O.N.M. Oranje-Nassau Medalje. 1.2.3.
- Ne.O.H.M. Oranie Husordens Medalje. 1.2.
- Ne.Hyldn.M. Medalje til Minde om Dronning Julianas Hyldning 1948.
- Ne.B.Br.M. Medalje til minde om kronprinsesse Beatrix's bryllup 1966.
- Ne.Sbr.M. Medalje til minde om Dronning Julianas og Prins Bernhards sølvbryllup.
- Dekoratjonen "Bronze Løven".
- Flyverkorset.
- Bronze Kors.
- Fortjenstkors.
- Ne.Æ.M. Æresmedalje i Guld og Sølv (tidl. N.Æ.M.). 1.2.
- Ne.K.Æ.T. Ærestegn for sejrrige Krigstog (tidl. N.K.Æ.T.).
- N.E. Erindringsmedalje.
- Ne.Ekm. Erkendtlighedsmedalje. 1.2.
- Ne.R.O.Æk. Reservefficersforegningens Æreskors.
- Ne.ROf.Mk.M. Reservefficersforbundets mindekors for marchdeltagelse.
- Ne.Fb.Lo. Forbund til Legemsopdragelse. Fk.Mm.
- Ne.Fkon.M. Nederlandske Medalje indstiftet i anledning af den anden fredskonference i Haag (1907).
- Ne.r.K. Røde Kørs Fortjenstkors, Fortjenstmedaljer i Guld og Sølv. FK.M.1.M.2.
- Ne.r.K.H. Røde Kørs Hæderstegn.

## Nepal

### Kongeriget Nepal(1768-2008)
- Nep.Tri.Sha. Jyotirmaya Suvikhyat Treshakti Patta Orden. 1.2.3.4.5.
- Nep.Go.Da.Bã. Gorkha-Dakshina Bãhu Orden. 1.2.3.4.5.
- Nep.Oja.Raj. Ojaswi Rajanya Orden.
- Nep.Pra.Bha. Pratap Bhasker Orden.
- Nep.FM. Nepals Medalje (Nepal Bhooshana).
- Nep.Krm.1975. Kroningsmedalje 1975.

## Nicaragua

### Republikken Nicaragua
- Ni.R.D. Ruben Dario Ordenen. 1*.1¹.1².2.3.4.5
- Ni.J.M. José Marcoleta Orden. 1.2.3.4.5.
- Ni.P.J.C.. Pedro Joaquin Chamorro Orden.

## Niger

### Republikken Niger
- Nig.F. Nigers Fortjenstorden. 1.2.3.

## Nigeria

### Føderale Republik Nigeria
- Føderale Republiks Orden. 1.2.3.4.M.
- Nigerordenen. 1.2.3.4.M.

## Norge

### Kongeriget Norge
- No.Krgk. Krigskors.
- No.M.B. Medalje for Borgerdåd.
- No.St.O. St. Olavs Orden. 1*.1.2¹.2².3¹.3². (tidl. N.St.O., tildeles som "belønning for utmerkede fortjenester av fedrelandet og menneskeheten")
- No.F. Fortjenstordenen. 1.2.3.4.5. (Den Kongelige Norske Fortjenstorden bliver tildelt norske og udenlandske borgere som løn for særlig fortjenstfuldt virke for norske interesser)
- No.H.VII.Frk. Kong Haakon den VII.s Frihedskors
- No.St.O.M. St. Olavsmedaljen (deles ud "til belønning av fortjenester ved utbredelse av kjennskap til Norge og fremme av forbindelsen mellom det utflyttede Norge og hjemlandet")
- No.M.f.æ.D. Medalje for ædel Dåd. 1.2.
- No.Fm. Kongens Fortjenstmedalje (i guld, sølv). 1.2. (deles ud "til løn for fortjenster i kunst, videnskab og erhvervsliv, og for framragende indsats i offentlig tjeneste")
- No.Krgm. Krigsmedalje
- Forsvarets medalje for ædel Dåd
- No.H.VII.Frm. Kong Haakon den VII.s Frihedsmedalje
- Medaljen for Redningsdåd til sjøs
- Nansenmedaljen for fremragende forskning
- Politiets Hæderskors
- Civilforsvarets Hæderskors
- Forsvarets Hæderskors
- Forsvarsmedaljen
- Politimedaljen
- Civilforsvarsmedaljen
- No.Dm. Deltagermedalje (krigen 1940-45)
- No.Hjv.Fm. Hjemmeværnets Fortjenstmedalje
- Koreamedaljen.
- Maudheimmedaljen.
- Antarktismedaljen.
- No.Em. H.M. Kongens erindringsmedalje. 1.2.3 (deles ud som belønning til personel som har vist særlig fortjenstfult virke i H.M. Kongens tjeneste)
- Kongehusets 100-års Jubilæumsmedalje (2005)
- Kong Haakon den VII.s mindemedalje (1957)
- No.H.VII.Jubm Kong Haakon den VII.s jubilæumsmedalje (1930)
- No.H.VII.50.Jubm Kong Haakon den VII.s jubilæumsmedalje 1905-1955 (1955)
- Kong Haakon den VII.s 70-års jubilæumsmedalje (1942)
- Kong Haakon den VII.s 100-års jubilæumsmedalje (1972)
- Kong Olaf den V.s Mindemedalje (1991)
- No.O.V.Jubm Kong Olaf den V.s Jubilæumsmedalje 1957-82 (1982)
- Kong Olaf den V.s 100-års Medalje (2003)
- O.II.J.M. Kong Oscar II's Jubilæumsmedalje
- No.Krm. Kroningsmedalje (1906)
- Forsvarets medalje for sårede i stride
- Forsvarets medalje for international operationer
- Politiets medalje for international tjeneste
- Civilforsvarets medalje for international tjeneste
- Forsvarets indsatsmedalje
- Forsvarets Vernedyktighetsmedalje
- No.If.Jubm Inrætsforbundets 100-års jubilæumsmedalje
- No.V.O.Ht. Værnepligt Officerers Hæderstegn
- No.R.O.Ht. Norske Reserveofficerers Forbunds Hæderstegn
- No.Sk.Ht Frivillige Skattevæsens Hæderstegn
- No.r.K.Fm. Røde Kors Fortjenstmedalje
- No.r.K.Ht. Røde Kors Hæderstegn (tidl. N.r.K.)
- No.r.Krg.Mm. Røde Kors Mindemedalje for krigen 1940-1945

- Ordenen Den Norske Løve (indstiftet af Kong Oscar II i 1904, er på linje med den danske Elefantordenen, er tildelt nogle udenlandske statsoverhoveder og nogle svensk-norske prinser, sidste bærer (Gustav 6. Adolf af Sverige) døde i 1973)
- N.7.J.M. 7. Juni Medalje
- Sydpolsmedaljen
- Fram-medaljen
- St. Hallvardsmedaljen

## Panama

### Republikken Panama
- Pan.V.N.B. Ordenen "Vasco Nuñez de Balboa". 1*.1¹.1.2.3.4.

## Paraguay

### Republikken Paraguay
- Pa.N.F. Nationale Fortjenstorden. 1*.1¹.1.2.3.4.5.

## Peru

### Republikken Peru
- Pe.S. Den peruanske Sol Orden. 1.2.3.4.5 (tidl. P.S.).
- Pe.F.O. Fortjenstorden. 1.2.3.4.5.
- Pe.D.C. Daniel A. Carrión Orden. 1.2.3.4.

## Polen

### Republikken Polen
- Po.H.Ø. Hvide Ørns Orden.
- Po.V.M. Ordenen "Virtuti Militari". 1.2.3.4.5.
- Po.P.R. Ordenen "Polonia Restituta". 1.2.3.4.5 (tidl. P.P.R.).
- Po.R.F. Den Polske Republiks Fortjenstorden. 1.2.3.4.5.
- Po.F.F. Den Polske Folkerepubliks Fortjenstorden. 1.2.3.4.5.
- Po.Fk. Den Polske Fortjenstkors. 1.2.3 (Guld, Sølv, Bronze).
- Po.Øk. Østkorset.
- Po.Vk. Vestkorset.
- Po.H.M. Den Polske Hærs Medalje. 1.2.3 (Guld, Sølv, Bronze)
- Po.Ku.Fm.GA. Kulturministeriets fortjenstmedalje "Gloria Artis".
- Po.Ku.Ft. Tegnet for Fortjenester i Forbindelse med Polsk Kultur.
- Po.M.B.H.Ø. Den Polske Medalje for Beskyttelse af Havmiljø i Østersøområdet.
- Po.r.K. Den Polske Røde Kors Hæderstegn/Medalje. 1a.1b.2.3 (Guld i to størrelser, Sølv, Bronze).

## Portugal

### Kongeriget Portugal
- De Tre Ordners Bånd (Christus-Aviz-Sant' Iago).
- De To Ordners Bånd (Christus-Aviz).
- P.T.&S. Tårn- og Sværdorden. 1.2¹.2².3¹.3².
- P.Chr. Christus Orden. 1.2¹.2².3¹.3².
- P.S.B.A. São Bento d'Aviz Orden. 1.2¹.2².3¹.3².
- P.J.S. Skt. Jacobs Sværdorden. 1*.1.2.3.4.5.
- P.V.V. For kære Frue af Villa Viçosas Undfangelsesorden. 1.2.3.4.
- P.I. St. Isabella Orden (dameorden).

### Republikken Portugal
- De Tre Ordners Bånd (Christus-Aviz-Sant' Iago).
- De To Ordners Bånd (Christus-Aviz).
- Po.T.&S. Tårn- og Sværdorden. 1.2¹.2².3¹.3².
- P.Chr. Christus Orden. 1.2¹.2².3¹.3².
- P.St.T. Sant' Iago Orden (tidl. Skt. Jacobs Sværdorden). 1*.1.2.3.4.5.
- P.S.B.A. São Bento d'Aviz Orden (Aviz Ordenen). 1.2¹.2².3¹.3².
- P.D.H. Infante Dom Henrique's Orden. 1*.1.2.3.4.5.M.1.M.2.
- Imperie Orden. 1.2.3.4.5.
- P.F. Fortjenstorden "Benemerência". 1.2.3.4.5.
- P.I.P. Ordenen "Instruçāo Pública". 1.2.3.4.5.
- P.M.A. Ordenen "Mérito Agrícola e Industrial". 1.2.3.4.5.
- P.a.P. De Akademiske Palmer. 1.2.
- P.C.V. Ærestegn "Cruz Velmeha de Dedicaçao".
- P.r.K. Røde Kørs. 1.2.3.4.5.6.7.8.JM.

## Rumænien

### Kongeriget Rumænien(1881-1947)
- Rum.Kr. Kroneorden. 1.2.3.4.5.
- Rum.St. Stjerneorden. 1.2.3.4.5.
- Ru.T.T. Tro Tjeneste Orden. 1.2.3.4.5.
- Ru.T.Tj. Tro Tjeneste Medalje. 1.2.
- Rum.Dr.M.K. Dronning Maria Kors. 1.2.3.
- Rum.J. Jernkors.
- Rum.V.M. Virtuea Maritima. 1.2.3.
- Ru.M.C.I. Medaljen "Meritul Comercial si Industrial". 1.2.
- Rum.B.M. Medalje "Bene Merenti" (for videnskab og kunst). 1.2.
- Rum.F.M. Fortjenstmedalje.
- Ru.r.K. Røde Kørs Hæderstegn.

### Rumænske Folkerepublik(1947-1965)
- Den Rumænske Folkerepubliks Stjerneorden. 1.2.3.4.5.
- Ru.23.aug. Ordenen "23. August". 1.2.3.4.5.
- Ordenen "Fædrelandets Forsvar". 1.2.3.
- Arbejdets Orden. 1.2.3.
- Arbejdets Medalje. 1.

### Socialistiske Republik Rumænien(1965-1989)
- Ru.S.Stj. Den Socialistiske Republik Rumænies Stjerne. 1.2.3.4.5.
- Ru.T.W. Ordenen Tudor Wladimiescu. 1.2.3.4.5.
- Ru.M.T.V. Medaljen Tudor Wladimiescu. 1.2.

### Republikken Rumænien
- Ru.F. Rumænske Fortjenstorden. 1.2.3.4.5.
- Ru.Stj. Stjerneorden. 1.2.3.4.5.
- Ru.T.T. Tro Tjeneste Orden. 1.2.3.4.5.
- Ru.T.Tj. Tro Tjeneste Medalje. 1.2.
- Rum.V.M. Virtuea Maritima. 1.2.3.
- Ru.M.C.I. Medaljen "Meritul Comercial si Industrial". 1.2.
- Ru.Fsv.Æm. Forsvarets Æresmedalje.
- Ru.LS.Æt. Landstyrkernes Ærestegn.

## Rusland

### Kejserriget Rusland
- R.St.Andr. Skt. Andreas Orden.
- R.Cath. Catharina Orden.
- R.St.A.N. Skt. Alexander Newsky Orden
- R.H.Ø. Hvide Ørns Orden.
- R.St.A. Skt. Anna Orden. 1.2.3.4.
- R.St.Stan. Skt. Stanislaus Orden. 1.2.3.4.
- R.W. Skt. Wladimir Orden. 1.2.3.4.
- R.St.G. Skt. Georgs Orden. 1.2.3.4.
- R.r.K. Røde Kors Udmærkelsestegn, Hæderstegn. 1.2.
- R.K. Krigsmedalje. 1.2.
- R.A.E.M. Alexander Erindringsmedalje.
- R.K.Jt. Kronstadter Jubilæumstegn.
- R.Rom.M. Romanoff Medalje.
- R.E.M. Erindringsmedalje.
- R.F.M. Fortjenstmedalje.
- R.Kr.M. Kroningsmedaljen.

### Sovjetunionen
- Medaljen Den Gyldne Stjerne.
- Guldmedaljen Hammer og Segl.
- Leninorden.
- Sejrsorden.
- Røde Fanes Orden.
- Røde Arbejdsfanens Orden.
- Usjakovordenen. 1.2.
- Kutuzovordenen. 1.2.3.
- Nakhimovordenen. 1.2.
- Bogdan Khmelnitskij Orden. 1.2.3.
- Aleksander Nevskij Orden.
- Fædrelandskrigs Orden. 1.2.
- Æresorden. 1.2.3.
- Røde Stjerne Orden.
- R.O.V.F. Orden for Venskab mellem Folk.

### Russiske Føderation
- Russiske Føderations Helt (med Medaljen Gyldne Stjerne)
- Russiske Føderations Arbejdes Helt (med Guldstjerne)
- Skt. Andreas Ordenen.
- Skt. Georgs Ordenen. 1.2.3.4.
- Fortjenstorden. 1.2.3.4.
- Skt. Catharina Ordenen.
- Alexander Newsky Ordenen.
- Suvorovordenen.
- Zjukovordenen.
- Kutuzovordenen.
- Nakhimovordenen.
- Storhedsordenen.
- Militærfortjenstordenen.
- Søfortjenstordenen.
- Æresordenen.
- R.O.V.F. Orden for venskab mellem folk (Venskabsordenen).
- Moderheltinde Ordenen.
- Fortjenstordens Medaljen.
- Storhedsmedaljen.
- Suvorovmedaljen.
- Zjukovmedaljen.
- Kutuzovmedaljen.
- Nakhimovmedaljen.
- R.1941-1945. Den russiske Medalje 50-året for sejren i Den Store Fædrelandskrig 1941-1945.
- R.Fi.Æ. Dekoratjon af Det Russiske Fiskeris Æresarbejde.
- R.P.S.O. Peter den Store Orden. 1.2.3.
- R.r.K.1.2. Røde Kors. Udmærkelsestegn, Hæderstegn

## San Marino

### Republikken San Marino
- SM.O. St. Marinus Orden. 1.2.3.4.5.
- St. Agata Orden. 1.2.3.4.5.

## Saudi Arabien

### Kongeriget Saudi-Arabien
- S.A.A.A. Abdul Aziz' Orden. 1.1².1³.2.3.4.5

## Senegal

### Republikken Senegal
- Se.F. Fortjenstorden. 1.2.3.4.5.
- Se.N.O. Nationale Orden.
- Se.O.L. Ordre du Lion.

## Serbien

### Kongeriget Serbien
- S.T. Takowo Orden. 1.2.3.4.5.
- S.H.Ø. Hvide Ørns Orden. 1.2.3.4.5.
- S.St.S. Skt. Sava Orden. 1.2.3.4.5.
- S.R.K. Røde Kors.

## Slovenien

### Republikken Slovenien
- Sl.Fr. Den slovenske Frihedsorden. 1.2.3.

## Spanien

### Kongeriget Spanien/Spanske Imperium(1492–1931)
- Sp.g.V. Gyldne Vlies Orden.
- Sp.C.III. Carl III.'s Orden. 1.2*.2.3.
- Sp.I.K. Isabella den Katolske Orden. 1.2*.2.3.
- Sp.J.J. Johannes af Jerusalems Orden. 1.2.3¹.3².
- Sp.M.F. Militære Fortjenesteorden. 1.2.3.4.
- Sp.S.M.F. Sømilitære Fortjenesteorden. 1.2.3.4.
- Sp.M.L. Marie Louiseorden.
- Sp.E.M. Erindringsmedalje.
- Sp.A.XIII.M. Alphons XIII Medalje. 1.2.
- Sp.G.M. Gerona Medalje.
- Sp.A.M. Kgl. Spanske Akademis Guldmedalje (tidl. Astorga Medalje).
- Sp.P.S.M. Puente Sampays Medalje.
- Sp.r.K. Røde Kors Hæderstegn. 1. 2*.2.3.
- Sp.Æ. Æresstjerne for civil Tjeneste.

### Republikken Spanien/Den Spanske Stat(1931-1975)
- Sp.C.III. Carl den III.s Orden. 1*.1.2*.2.3.
- Sp.I.K. Isabella den Katolskes Orden. 1*.1.2*.2.3.
- Sp.C.F. Civile Fortjenstorden. 1*.1.2*.2.3.4.Ft.
- Sp.O.R. Republikanske Order. 1*.1.2.3.4.5.
- Sp.M.A. Ordenen Mérito Agricola. 1.2*.2.3.
- Sp.A.X. Alfons 10. den Vise's Orden. 1*.1.2*.2.3.
- Sp.R.P. San Raimundo de Peñafort Orden. 1.2.3.4.5.
- Sp.M.F. Militære Fortjenesteorden. 1.2.3.4.
- Sp.S.M.F. Sømilitære Fortjenesteorden. 1.2.3.4.
- Afrika Orden. 1.2.3.4.5(sølvmedalje).
- Ordenen Åg og Pile. 1.2.3.4.5(medalje).
- Civil-Ordenen for Barmhjertighed. 1.2.3.4.
- Civil Orden for Sundhed. 1.2¹.2².3(kors).

### Kongeriget Spanien(1975-)
- Sp.g.V. Gyldne Vlies Orden.
- Sp.C.III. Carl den III.s Orden. 1*.1.2*.2.3.
- Sp.I.K. Isabella den Katolskes Orden. 1*.1.2*.2.3.
- Sp.C.F. Civile Fortjenstorden. 1*.1.2*.2.3.4.Ft.
- Sp.A.X. Alfons X den Vise's Orden. 1*.1.2*.2.3.
- Sp.R.P. San Raimundo de Peñafort Orden. 1.2.3.4.5.
- Sp.M.F. Militære Fortjenesteorden. 1.2.3.4.
- Sp.S.M.F. Sømilitære Fortjenesteorden. 1.2.3.4.
- Sp.Em. Erindrings Medalje.
- Sp.R.M. Redningsmedalje.
- Sp.Cortes.M. Cortes Medalje.
- Sp.A.M. Kgl. Spanske Akademis Guldmedalje (tidl. Astorga Medalje).

## Storbritannien

### Det Forenede Kongerige Storbritannien og Nordirland
Højeste dekorationer:
- Stb.V.C. Victoriakorset.
- Stb.G.C. Georgskorset.

Ordener:
- Stb.H. Hosebåndsordenen. 1.
- Tidselordenen. 1.
- Stb.B. Bathorden. 1.2.3.
- Fortjenstordenen.
- Stb.M.&G. Skt. Michael og Georgs Orden. 1.2.*2.3.
- Stb.V. Victoria Orden. 1.2.3.4.5.
- Stb.D.S.O. Krigsfortjenstorden.
- Stb.B.E. Ordenen "The British Empire". 1.2.3.4.5.
- Æresriddernes Orden.
- Victoria-Kæden.
- Royal Order of Victoria and Albert.
- Imperial Service Order.

Dekorationer:
- Conspicuous Gallantry Cross.
- Royal Red Cross.
- Krigsfortjenstkors (Distinguished Service Cross).
- Stb.M.C. Militær-Kors.
- Stb.D.F.C. Flyverfortjenstkors (Distinguished Flying Cross).
- Air Force Cross.

Johanniterorden:
- Britiske Johanniterorden.

Medaljer for tapperhed og udmærket tjeneste:
- Distinguished Conduct Medal.
- Conspicuous Gallantry Medal.
- Conspicuous Gallantry Medal (Flying).
- George Medal.
- Distinguished Service Medal.
- Military Medal.
- Air Force Medal.
- Queen's Gallantry Medal.
- Stb.V.M1.(M2.M3.) Victoria Medal.
- Stb.B.E.M British Empire Medal.
- Queen’s Volunteer Reserves Medal.
- Stb.M.C.F. Medal for Courage in the Case of Freedom.
- Stb.M.S.F. Medal for Service in the Case of Freedom.
- Stb.C.B.C. Commendation for Brave Conduct.
- Stb.M.i.D. Mention in Dispatches.

Militære erindringsmedaljer og stjærner (også NATO, UE og FN):
- Stb.V.Md. Sejrsmedalje.
- Stb.Krgm. Krigsmedalje.
- Stb.G.M. General Service Medal.
- Stb.D.M. Defence Medal.
- Stb.1939-45 St. 1939-45 Star.
- Stb.Af.St. Africa Star.
- Stb.Atl.St. Atlantic Star.
- Stb.B.St. Burma Star.
- Stb.F.&G.St. France & German Star.
- Stb.I.S. Italy Star.
- Stb.P.St. Pacific Star.

Kongelige erindrings- og mindemedaljer:
- Stb.Dr.V.Jub.M. Erindringsmedalje om Dronning Victorias 60 års Regeringsjubilæum (tidl. Dronning Victorias Jubilæumsmedalje).
- Stb.E.II.1977. Medalje til minde om Dronning Elizabeth den II.s 25-års Regeringsjubilæum 1977.
- Stb.G.V.J.M. Medalje til minde om Kong George den V.s 25-års Regeringsjubilæum.
- Stb.Kr.M. Kroningsmedalje.
- Stb.Krm.1911. Medalje til minde om Kong George den V.s og Dronning Marys Kroning 1911.
- Stb.Krm.1937. Medalje til minde om Kong George den VI.s og Dronning Elizabeth's Kroning 1937.
- Stb.Krm.E.II. Medalje til minde om Dronning Elizabeth den II.s Kroning 1953.

Medaljer for god og langvarige tjeneste:
- Meritorious Service Medal.
- Accumulated Campaign Service Medal.
- Medal for Long Service and Good Conduct (Military).
- Naval Long Service and Good Conduct Medal.
- Royal Air Force Long Service and Good Conduct Medal.
- Long Service and Good Conduct (Ulster Defence Regiment).
- Army Emergency Reserve Decoration (ERD).
- Efficiency Decoration (Territorial) (TD).
- Stb.Eff.M. Efficiency Medal.
- Royal Naval Reserve Officers’ Decoration (RD).
- Royal Naval Reserve Long Service and Good Conduct Medal.
- Royal Fleet Reserve Long Service and Good Conduct Medal.
- Royal Naval Auxiliary Service Medal.
- Air Efficiency Award (AE).
- Volunteer Reserves Service Medal.
- Ulster Defence Regiment Medal (UD).
- Northern Ireland Home Service Medal
- Queen’s Medals for Champion Shots.
- Cadet Forces Medal.
- Rhodesia Medal.

Uofficielle dekorasjoner:
- Stb.R.H.S. Royal Humane Society's Medaljer.
- Dickin-medaljen.

## Sverige

### Kongeriget Sverige
- Sv.Sph. Seraphimerorden (tidl. S.Sph.).
- Sv.Sv. Sværdorden (tidl. S.Sv.). 1.2¹.2².3¹.3².T.M.
- Sv.N.Stj. Nordstjerneorden (tidl. S.N.). 1.2¹.2².3¹.3².
- Sv.V. Vasaorden (tidl. S.V.). 1.2¹.2².3¹.3².M.Mk.T.
- Sv.C.XIII. Kong Carl den XIII.s Orden (tidl. S.Carl XIII.).

- Sv.G.V.Jubt. Kong Gustaf den V.s Jubilæumstegn.
- Sv.G.V.Mt. Kong Gustaf den V.s Mindetegn.
- Sv.G.VI.A.Mm. Medalje til minde om Kong Gustaf den VI.s Adolfs 85-års dag.
- O.II.Jmt. Kong Oscar den II.s Jubilæumsmindetegn.
- Gb.M.T. Kong Oscar den II.s og Dronning Sophies Guldbryllupsmindetegn.
- G.V.Sbm. Kronprins Gustaf og Kronprinsesse Viktorias Sølvbryllupsmindetegn.
- G.V.Jmt. Kong Gustaf den V.s Jubilæumsmindetegn.

- S.F.M. Fortjenstmedalje (i guld, sølv). 1.2.
- Sv.M.I.5.8. Svensk guldmedaille. 5'størrelse. 8'størrelse.
- Sv.M.II.5.8. Svensk sølvmedaille. 5'størrelse. 8'størrelse.
- S.V.M. Vasa Medalje (i guld, sølv). 1.2.
- S.M.5.O. Medalje til Erindring om den V Olympiade.
- Sv.Olymp.M. Medalje til Minde om den 5. Olympiade.
- Sv.M.l.&a. Medaljen "Litteris & Artibus" (tidl. S.M.l.e.a.).

- Sv.A.F.R.O.Ft Svenske Armés og Flyvevåbnes Reserve Officersforbundets fortjensttegn.
- Sv.V.O.F. Værnepligtige Officerers Forbunds Hæderstegn. 1.2.
- Sv.V.O.Rf.Ht. Værnepligtige Officerers Rigsforbunds Hæderstegn. 1.2.
- Sv.Aut.Ft. Det frivillige Automobilkorps' Fortjensttegn. 1.2.3.
- Sv.C.F.Ft Civilforsvarsforbundets Fortjensttegn. 1.2.3.
- Sv.C.F.Fm Civilforsvarsforbundets Fortjenstmedalje. 1.2.
- Sv.Cf.BM.Ft Centralforbundet for Befalingsmandsuddanelses Fortjensttegn. 1.2.
- Sv.H.Mm.G. Sveriges Håndværks Mindemedalje i Guld.
- Sv.Hjv.Ft. Hjemmeværnets Fortjensttegn. 1.2.
- Sv.Hjv.Fm. Hjemmeværnets Fortjenstmedalje.
- Sv.Hjv.M. Hjemmeværnets Medalje. 1.2.
- Sv.J.Jubm Svensk Jægerforbunds Jubilæumsmedalje.
- Sv.k.K.Fm. Svenske Konsulære Korps' Fortjenstmedalje i Guld.
- Sv.L.K.Fm. Svenske Lottekorpsenes Fortjenstmedalje i Guld.
- Sv.L.M. Lingiademedalje.
- Sv.Lv.Ft. Rigsluftværnets Fortjensttegn. 1.2.3.
- Sv.O.Fm. Svenske Officersforbunds Fortjenstmedalje.
- Sv.P.I.&S.Fm. Politiets Idræts- og Skytteforbunds Fortjenstmedalje. 1.2.
- Sv.ROf.Ht. Reservefficersforbundets Hæderstegn. 1.2.
- Sv.S.Jubm. Kgl. Svenske Sejlselskabs Jubilæumsmedalje.
- Sv.S.K.Fm. Sjövärnskårens Fortjenstmedalje. 1.2.
- Sv.Sp.Sk.Fm. Det svenske Sportsskytteforbunds fortjenstmedalje. 1.2.
- Sv.Ø.S.Fm. Øresunds Søværnsflotilles fortjenstmedalje. 1.2.
- Sv.rk.Ft. Røde Kørs Fortjensttegn.
- Sv.r.K. Røde Kørs Fortjenstmedalje. 1.2.
- Vegamedaljen

## Sydafrika

### Sydafrikanske Union(1910-1961)
- SyA.S.M.1939-45 Service Medal 1939-45.

### Republikken Sydafrika(1961-)
- SyA.G.H.O. Det Gode Håbs Orden. 1*.1.2.3.4.5.

## Syrien

### Syriske Arabiske Republik
- Sy.F.O. Fortjenstorden. 1*.1.2.3.4.
- Sy.Fm. Fortjenstmedalje.

## Thailand

### Kongeriget Thailand(tidl.Siam)
- Th.Ra. Rajamitrabhorn Orden.
- Th.M.C. Maha Chakrkri Orden. 1.2 (tidl. S.M.C.).
- Th.C.K. Chula Chom Klao Orden. 1.2.3 (tidl. S.C.C. Chulah Chaum Kl’ow Orden. 1.2.¹2.²3.¹3).
- Th.H.E. Hvide Elefants Orden. 1.2.3.4.5.6.7.8.9 (tidl. S.H.E. Hvide Elefantorden. 1.2.3.4.5).
- Th.Kr. Krone Orden. 1.2.3.4.5.6.7.8.9 (tidl. S.Kr. Kroneorden. 1.2.3.4.5).
- Th.R.P. Ratanaphorn Orden. 1.2.3.4.5 (tidl. S.R.P.Ratana Pon Orden. 1.2.¹2.²3.¹3.²4).
- Th.Em. Erindringsmedalje (tidl. S.E.M. Erindrings Medalje).
- Th.Krm. Kroningsmedalje 1950 (tidl. S.K.M.).
- Th.Jubm. Jubilæumsmedalje (tidl. S.Jub.M.).
- Th.Ch.M. Chakramala Medalje (tidl. S.Ch.M.).
- Th.M.2500.Buddh. Medalje til minde om 2500-året for den buddhistiske tidsregning
- Th.S.N.I.A. Den kongelige marines pris "Sahataya Naval Insignia"

## Tjekkiet

### Tjekkiske Republik
- C.H.L. Hvide Løve Orden. 1.2.3.4.5.
- Tj.F.Æk. Forsvarsministeriums Æreskors

## Tjekkoslovakiet

### Tjekkoslovakiske Republik
- C.H.L. Hvide Løve Orden. 1.2.3.4.5.6 (guldmedalje). 7 (sølvmedalje).
- Hvide Løve Militærorden. 1.2¹.2².3¹.3².
- Militærorden "For Friheden".1.2.3.
- Jan Zizka z Trochnova's Officersorden. 1.2.3.
- Krigskorset 1939. 1.

## Tunesien

### Fransk Protektorat af Tunesien / Kongeriget Tunesien (1881/1956-1957)
- Tun.N.I. Nichan-el-Iftichar Orden. 1.2.3.4.5.6.

### Republikken Tunesien(1957-)
- Tun.R.O. Tunesiske Republiks Orden. 1*.1.2.3.4.5.

## Tyrkiet

### Osmanniske Rige
- T.O. Osmanieh Orden. 1.2.3.4.5.
- T.M. Medjidieh Orden. 1*.1.2.3.4.5.
- T.I. Imtiaz Orden.
- T.Ch. Chefakat Orden. 1.2.3.
- T.L.M. Liakat Medalje.
- T.K.M. Krigsmedalje.
- T.J.H. Jern-Halvmåne.
- T.r.H. Røde Halvmåne. 1.2.
- T.r.Hm. Røde Halvmånes Medalje (Hilali Ahmer). 1.2.3.

## Tyskland

### Kejserriget Tyskland
- T.O.M. Ordens Marianerkorps.

#### Hertugdømmet Anhalt
- A.A.B. Albrecht des Bären Husorden (tidl. Albrecht der Bär Orden). 1.2¹.2².3¹.3².
- A.F. Friederichs Orden.

#### Storhertugdømmet Baden
- B.T. Troskabsordenen.
- B.B.I.Z. Berthold I. af Zähringens Orden. 1.2.3.4.
- B.Z.L. Zähringer Løve Orden. 1.2¹.2².3¹.3².4.

#### Kongeriget Bayern
- B.H. Hubertus Orden.
- B.H.G. Husorden af den Hellige Georg. 1.2.3.
- B.H.M. Hellige Michaels Fortjenstorden. 1*.1.2¹.2².2³.3.4.5.
- B.M.F. Militær Fortjenstorden. 1*.1.2.0.3.4.5.
- B.Kr. Civil Fortjenstorden af den bajerske Krone. 1.2.3.4.
- B.Th. Theresia Orden.
- B.St.A. Skt. Anna Orden.
- B.K.L.O. Kong Ludwigs Orden.
- B.J.M. Jubilæumsmedalje
- B.L.M. Prinsregent Luitpolds Medalje.

#### Hansestaden Bremen
- B.H.K. Hanseater Kors.

#### Hertugdømmet Braunschweig
- Br.H.L. Henrik Løve Husorden. 1*.1.2¹.2².2³.3¹.3².4.5¹.5².
- Br.R.M. Redningsmedalje.
- Br.K. Krigsfortjenestekors.

#### HansestadenHamborg
- H.H.K. Hanseater-Kors.

#### Kongeriget Hannover
- H.G. Guelphe Orden. 1.2.*2.3.4.
- H.E.A. Ernst Augusts Orden. 1.2.3.

#### Kurfyrstendømmet Hessen
- H.L. Ludvigs Orden. 1.2*.2.3¹.3².
- H.G.L. Gyldne Løve Orden.
- H.Ph.d.H. Philip den Højmodiges Orden . 1.2¹.2².3¹.3².
- H.W. Wilhelms Orden. 1.2.3.
- H.M.F. Militær Fortjenstorden.
- H.M.F.K. Militær Fortjeneste Kors.

#### Fyrstendømmet Hohenzollern-Sigmaringen
- Hoh.H. Husorden. 1.2.¹2.²3.¹3.²

#### Fyrstendømmet Detmold-Lippe
- L.D.Æ.K. Lippeske (Detmold) Husorden, Æreskors. 1.2.3.4¹.4².5¹.5², tidl.:

- L.H. Husorden. 1.2.3.4.
- L.Æ.K. Æreskors. 1.2.3.4.

- L.K.F.K. Krigsfortjenestekors.

#### Fyrstendømmet Schaumburg-Lippe
- L.S.Æ.K. Lippeske (Schaumburg) Husorden, Æreskors. 1.2.O.3.4.5¹.5².
- Sch.L.K.u.W. Orden for Kunst og Videnskab.

#### HansestadenLübeck
- L.H.K. Hanseater-Kors.

#### Hertugdømmet Mecklenburg-Schwerin
- M.V.Kr. Husorden af den Vendiske Krone. 1a.1b.2b.3.4a.
- Me.Gr. Griforden (tidl. M.Gr.). 1.2a.2b.2c.3*.3.
- M.Sch.M.F.K. Militær Fortjenstkors. 1.2.
- M.F.K. Fortjenstkors. 1.2.
- Me.Fm. Fortjenstmedalje (tidl. M.F.M.).
- M.E.M. Storhertug Friederich Franz III's Erindringsmedalje.

#### Hertugdømmet Mecklenburg-Strelitz
- M.–St.M.F.K. Militær Fortjenstkors. 1.2.
- M.St.F.K. Fortjenstkors. 1.2.

#### Hertugdømmet Nassau
- N.A. Adolph af Nassaus Militær- og Civilfortjenesteorden. 1.2.¹2.¹*2.²3.¹3.4.
- N.G.L. Husorden af den gyldne Løve.

#### Storhertugdømmet Oldenburg
- O.H.&F. Hus- og Fortjenesteorden. 1.2¹.2².O.3¹.3².
- O.F.A.K. Friedrich August Kors. 1.2.
- O.F.K. Fortjenestekors. 1.2.
- O.Æ.K. Hus- og Fortjenesteorden forbundne Æreskors. 1.2.3.

#### Fyrstendømmet Reuss
- R.Æ.K. Ærestegn (tidl. Æreskors). 1.1*.2.3.

#### Kongeriget Preussen
- Pr.S.Ø. Sorte Ørns Orden.
- Pr.p.le mér. Pour le Mérite (tidl. Pr.P.l.M.).
- Pr.R.Ø. Røde Ørns Orden. 1*.1.2*.2.3.4.
- Pr.Kr. Kroneorden. 1.2*.2.3.4.
- Pr.J.K. Jernkors. 1*.1.2.
- Pr.J. Johanniterorden ("Balley Brandenburg"). 1.2.
- Pr.Hoh.H. Hohenzollersk Husorden. 1.2.3.4.
- Pr.L. Louise-Orden. 1¹.1.2¹.2².2³.
- Pr.F.M. Felttogsmedalje for 1870-71.
- Pr.F.K. Fortjenestekors for Krigshjælp.
- Pr.R.M. Redningsmedalje.
- Pr.W.E.M. Kejser Wilhelm I.'s Erindringsmedalje.
- Pr.Lv.U. Landeværns-Tjenesteudmærkelsestegn. 1.2.
- Pr.r.K. Røde Kors. 1.2.3.

#### Kongeriget Sachsen
- S.R. Rautenkroneorden.
- S.A. Albrechts Orden. 1.2¹.2².O.3¹.3².4.
- S.F.O. Fortjenesteorden. 1.2¹.2².3¹.3².4.
- S.K.F. Krigsfortjenestekors.
- S.M.f.Vp. Medalje for Velfærdspleje.

#### Storhertugdømmet Sachsen-Weimar
- S.H.F. Hvide Falks Orden. 1.2.¹2.²3.¹3.²4.

#### Hertugdømmerne Sachsen
- S.E.H. Sachsiske Ernestinske Hus Orden. 1.2¹.2².3¹.3².4.

#### Hertugdømmet Sachsen-Meiningen
- S.M.K. Krigsfortjenestekors.

#### Fyrstendømmet Schamburg-Lippe
- S.-L.Æ.K. Æreskors. 1.2.3.4.

#### FyrstendømmerneSchwarzburg-RudolstadtogSchwarzburg-Sondershausen
- S.Æ. Æreskors. 1.2.3.4.

#### Fyrstendømmet Waldeck-Pyrmont
- Wald.F. Fortjenesteorden. 1.2.¹2.¹3.²3.²
- W.M.F. Militær Fortjenesteorden. 1.2.3.

#### Kongeriget Württemberg
- W.Kr. Kroneorden. 1.2¹.2².3¹.3².
- W.Fr. Friedrich Orden. (tidl. W.F. Frederiks Orden). 1.2¹.2.3¹.3².
- W.O. Olga Orden.
- W.Ch.O. Charlotte Orden.
- W.M.f.K.u.W. Medalje for Kunst og Videnskab.

### Weimarrepublikken/Nazi-Tyskland
- Ty.Ø. Den tyske Ørns Orden.1¹.1².1³.2.3.4.5.6.7.8.9.
- Ty.Ø.F. Den tyske Ørns Fortjenstorden. 1*.Stj.1.2.3.M. (1944)
- Ty.Æt. Olympisk Ærestegn. 1.2.
- Jernkorset. *1.1.2.
- Krigsfortjenstkors. 1.2.3.
- Den Tyske Kors. 1.2.
- Ty.Be.Æk. Brandvæsensforbundets Æreskors. 1.2.
- Ty. Røde Kørs Ærestegn. 1.2. (1922)
- Ty. Røde Kørs Ærestegn. 1*.2*.2.Kv.M.St. (1934)
- Ty.If.Mk Indrætsforbunds Indrætsmærke. 1.2.3.

### Den Tyske Demokratiske Republik(Østtyskland/DDR)
- Karl Marx Ordenen.
- Fædrelandets Fortjenstorden. 1.2.3.
- Ordenen Folkevenskabets Stjerne. 1.2.3.
- Arbejdsfanens Orden.

### Forbundsrepublikken Tyskland(Vesttyskland)
- Ty.FR.F. Forbundsrepublikken Tysklands Fortjenstorden. 1*.1.2¹.2².2³.3.3¹.3².4.
- Ty.FR.p.le.mèr. Forbundsrepublikken Tysklands Orden "Pour le Mèrite für Wissenschaften und Künste"
- Ty.J. Johanniterorden ("Balley Brandenburg"). 1(retsridderkors). 2(æresridderkors).
- Krigsfortjenstkors.
- Ty.FR.F.Æk. Forbundsrepublikken Tysklands Forbundforsvars Æreskors. 1.2.3.4.
- Ty.Saarl.F Dekoration for Forbundslandet Saarlands Fortjenstorden.
- Ty.Rh.-Pf. Dekoration for Forbundslandet Rheinland-Pfalz' Fortjenstorden.
- Ty.B-W.Fm Forbundslandet Baden-Württembergs fortjenstmedalje.

## Ukraine

### Ukraine(1991-)
- Ukr.JVO. Jaroslav den Vises Orden.
- Ukr.P.O. Princess Olga Orden. 1.2.3.
- Ukraines Helt

## Ungarn

### Kongeriget Ungarn(1000-1946)
- U.St.Steph. Skt. Stephans Orden. 1.2.3.
- U.F.K. Fortjenstkors. 1.*1.2.*2.3.4.5.
- U.K.K. Karlskorset.
- U.Krgm. Krigserindringsmedalje.
- U.r.K. Røde Kors. 1.2.3.

### Folkerepublikken Ungarn(1949-1989)
- U.F.F. Folkerepublikanske Fortjenstorden. 1.2.3.4.5.
- U.F.Fm. Folkerepublikanske Fortjenstmedalje. 1.2.3.
- Folkerepublikanske Flags Orden. 1.2.3.
- Arbejdets Røde Fane Fortjenstorden. 1.
- Røde Fane Orden. 1.
- Arbejdets-Fortjenstorden. 1.2.3.
- Den Røde Stjernes Orden.
- Fortjenstorden for Særlige Tjenester. 1.
- Den Tjenestlige Fortjenstorden. 1.

### Ungarn
- U.F. Fortjenstorden. 1*.1.2*.2.3.4.

## USA

### Amerikas Forenede Stater
- US.M.F. Frihedsmedalje. 1.2.3.4. (erst. af Presidential Medal of Freedom)
- Medal of Honor (Army, Navy, Air Force).
- Distinguished Service Cross (Army).
- Navy Cross
- US.D.F.C. Flyver-Fortjenstkors (The Distinguished Flying Cross).
- Coast Guard Cross
- Defense Distinguished Service Medal.
- Homeland Security Distinguished Service Medal.
- Department of Commerce Gold Medal.
- Army Distinguished Service Medal.
- Navy Distinguished Service Medal.
- Air Force Distinguished Service Medal.
- Coast Guard Distinguished Service Medal.
- Public Health Service Distinguished Service Medal.
- Silver Star.
- Defense Superior Service Medal.
- US.F.L.. Fortjenstlegion. 1.2.3.4.
- Distinguished Flying Cross.
- US.Fm. Militære Fortjenstmedalje (Medal of Merit):

- Soldier's Medal.
- Navy and Marine Corps Medal.
- Airman's Medal.
- Coast Guard Medal.

- US.B.Stj.M. Bronzestjerne.
- Purple Heart.
- Defense Meritorious Service Medal.
- US.M.S.M. The Meritorious Service Medal.
- US.A.M. Flyvermedalje (Air Medal).
- Aerial Achievement Medal
- Lifesaving Medal
- US.A.C.M. Army Commendation Medal.
- US.N.C.M. Navy Commendation Medal.
- US.AF.C.M. Air Force Commendation Medal.
- Coast Guard Commendation Medal.
- Joint Service Achievement Medal
- US.A.A.M. Army Archievement Medal.
- Navy Achievement Medal
- Air Force Achievement Medal
- Coast Guard Achievement Medal
- Combat Action Ribbon (Navy, Marine Corps, Coast Guard).
- Air Force Combat Action Medal.
- Prisoner of War Medal (Department of Defense).
- Combat Readiness Medal.
- Good Conduct Medal.
- Reserve Good Conduct Medal.
- US.Lv.f.E. Luftvåbnets bånd for fremragende enhedindsats.
- US.D.P.S.A. Forsvarsdepartements medalje (Distinguished Public Service Award)
- US.P.S.M. Luftfartens og rumadministrationen NASAs Public Service Medal.
- US.S.W.R.A. Sikorsky "Winged-S" Rescue Award.

## Vatikanstaten

### Vatikanstaten/Pavestolen
- Va.Chr. Christus Orden.
- Va.g.S. Den gyldne Spore Orden (tidl. Ordenen af den Gyldne Spore).
- Va.P. Piusorden (tidl. P.P. Pius Orden). 1.2¹.2².3.
- Va.St.Gr. St. Gregor den Stores Orden. 1.2¹.2².3 (tidl. P.St.Gr. eller P.Gr. Gregorius Orden).
- Va.St.S. St. Sylvester Orden (tidl. P.St.S.). 1.2¹.2².3.
- Va.H.G. Ridderordenen af den Hellige Grav i Jerusalem 1.2¹.2².3.
- Va.H.G.O. Den Hellige Gravs Orden/Jerusalemkorset (tidl. P.H.G.). 1.2.3.
- Va.P.M.M. Pro Merito Melitense. M.2(sølvmedalje).
- Va.E.&P. Æreskorset "Pro Ecclesia et Pontefice" (tidl. P.E.&P.).
- Va.B.M. Medaljen "Bene merenti" (tidl. P.B.M.).
- Va.M.2.V.Ø.K. Medalje til minde om det 2. vatikanske økumeniske koncil. 1.2.
- Va.Fk. Fortjenstkors.
- Va.L. Lateranerkors. 1.2.3.

## Venezuela

### Bolivarianske Republik Venezuela
- V.L. Befrielseordenen "Orden del Libertador"
(tidl. V.E.B.d.L. El Busto del Libertador Orden.) 1*.1.2.3.4.5.
- V.F.M. Ordenen "Francisco de Miranda". 1.2.3.
- V.M.N. Ordenen al Merito Naval. 1.2.3.
- V.M.S. Fortjenstmedaljen Mariscal Sucre.

## Vietnam

### Annam(del afFransk Indokina) (1883-1945/1948)
- A.D. Drageorden. 1.2.3.4.5.

## Zaire

### Zaire /Demokratiske Republik Congo(1971/1997)
- Z.N. Zaires Nationale Orden. 1.2.3.4.5.
- Z.N.L. Den nationale Leopardorden. 1.2.3.4.5.

## Zanzibar

### Sultanatet Zanzibar(1861-1964)
- Z.S. Stjerneorden. 1.2.

## Østrig

### Kejserriget Østrig
- Ø.M.Th. Maria Theresia Orden.
- Ø.L. Leopolds Orden. *1.1.2.3.
- Ø.J.Kr. Jernkrone Orden. 1.2.3.
- Ø.St. Stefan Orden. 1.2.3. (præcis: U.St.Steph Ungarske St. Stephans Orden. 1.2.3.)
- Ø.F.J. Frantz Joseph Orden. 1.*2.2.3.4.
- Ø.C.Fk. Civile Fortjenstkors (tidl. Ø.C.F.K.). 1.2.3.
- Ø.M.F.K. Militær Fortjenstkors.
- Ø.St. Stjernekorsdame.
- Ø.P. Palædame.
- Ø.E. Elisabethorden.
- Ø.Jubk. Jubilæumskors (tidl. Ø.Jub.K.).
- Ø.Jubm. Jubilæumsmedalje (tidl. Ø.Jub.M.).
- Ø.M. Østerrigske Marianerorden.
- Ø.r.K. Røde Kors. *1.1.O.2.3.4.5.
- Ø.T.M. Tapperhedsmedalje.
- Ø.K.K.K. Kejser Karls Krigskors.
- Ø.l.&a. Ærestegn for kunst og videnskab "Litteris & artibus". 1.2.

### Republikken Østrig
- Ø.F.Æ.T. Ærestegn for Fortjenester. 1*.1¹.1².2¹.2².3¹.3².4.5¹.5².Ft.1.Ft.2.M1.M.2.
- Ø.F. Fortjenstorden. 1.2*.2.3*.3.4*.4.5*.5.6*.6.
- Ærestegn for Videnskab og Kunst.
- Ø.V.K. Æreskors for Videnskab og Kunst. 1.2.
- Ø.Fb.Brf. Den østrigske Forbunds-Brandkorpsforegning Fortjensttegn. 1.2.3.
- Ø.Nø.L.Brf.Fk. Den nedeøstrigske Lands-Brandkorpsforegning Fortjenstkors.
- Ø.Nø.Æ.F. Forbundslandet Nedeøstrigs Ærestegn for Fortjenester.
- Ø.r.K.Ht. Røde Kors Hæderstegn. 1.2.3.
- Ø.r.K.M. Røde Kors Medalje. 1.2.3.
- Den Tyske Orden (Æresriddere, Mariannerriddere).

## Internationale hæderstegn

### North Atlantic Treaty Organization(NATO)
- NATO Medalje:

- NATO.FY. NATO Medalje "for former Yugoslavia".
- NATO.K. NATO Medalje "for Kosovo".
- NATO.ISAF. NATO Medalje "Non Article 5 for NATO-LED ISAF Operation in Afghanistan".
- NATO.K.SFOR.NATO Medalje for tjeneste ved SFOR i Bosnien.

### Forenede Nationer(FN)
- F.N.Tjm. Forenede Nationers Tjeneste Medalje
- F.N. Forenede Nationers Medalje (tidl. F.N.M.). 1.2.3.4.5.6.7.7.8.9.10.11.12.13.14.15:

- F.N.1. Forenede Nationers Medalje.
- F.N.2.(UNEF). For tjeneste ved "United Nations Emergency Force"
- UNMOGIP. For tjeneste ved "United Nations Military Observer Group in India and Pakistan"
- UNTSO. For tjeneste ved "United Nations Truce Supervisions Organization"
- FN.4.(UNOGIL). For tjeneste ved "United Nations Observer Group in Libanon"
- F.N.5.(UNUC). For tjeneste ved "United Nations Operations des Nations Unis au Congo"
- UNYOM. For tjeneste ved "United Nations Yemen Observation Mission"
- F.N.7.(UNFICYP). For tjeneste ved "United Nations Forces in Cyprus"
- F.N.15. For tjeneste ved "United Nations Protection Force".

### Europæiske Union(EU)
- ESDP.M. The European Security Defence Policy Service Medal
- E.C.M.M.S.M. European Community Monitor Mission Service Medal.

### Supreme Headquarters of the Allied Expeditionary Forces(SHAEF)
- SHAEF.C.B.C. Supreme Headquarters Allied Expeditionary Force. Commendation for Brave Conduct

### Internationale Røde Kors Komité(ICRC)
- Fl.Ni.M. Florence Nightingale Medalje

### Vesteuropæiske Union(WEU)
- WEU.PPU.M. WEU Mission Service Medal

### Internationale Olympiske Komité(IOC)
- Olympiske Orden